# Kiitokori
Kiitokori Oy är en finländsk tillverkare av busskarosser för specialändamål, baserad i Kausala i kommunen Itis i Kymmenedalen.
Kiitokori grundades 1943 och började bygga busskarosser 1948. Det köptes 1984 av det av Postverket ägda karosseriföretaget Ajokki Oy, som dessförinnan 1982 hade köpt Erikoiskori Oy, som också gjorde specialkarosser, samt Delta Plan Oy. År 1986 köptes Ajokki Group av Ilmari Mustonen (född 1927) och 1989 slogs Ajokki Group samman med det redan tidigare av Mustonen ägda Wiima Oy. Därmed bildades Carrus Oy.
När Volvo Bussar AB 1998 övertog Carrus Oy, exkluderades Kiitokorifabriken för tillverkning av specialkarosser i Kausala, som kvarstod i Mustonens ägo.
Kiitokori bygger busskarosser för speciella ändamål, som bokbussar, butiksbussar, förskolebussar, sjukvårdsbussar och bussar för säkerhetstjänster samt påbyggnader för vissa andra specialfordon, som avisningsfordon för flygplatser.

## Bildgalleri

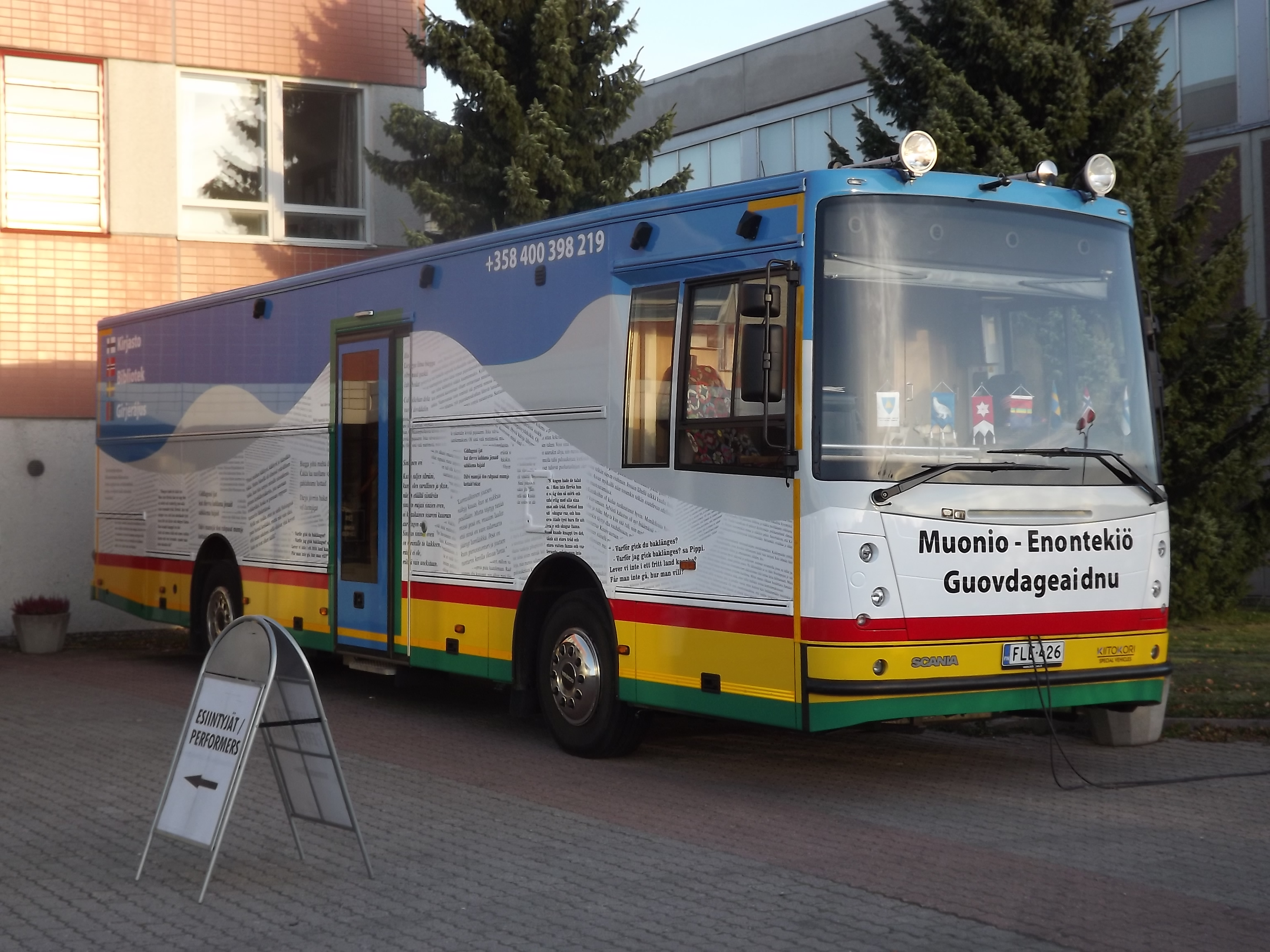
Finländsk-norska bokbussen Muonio-Enontekis-Kautokeino, 2015
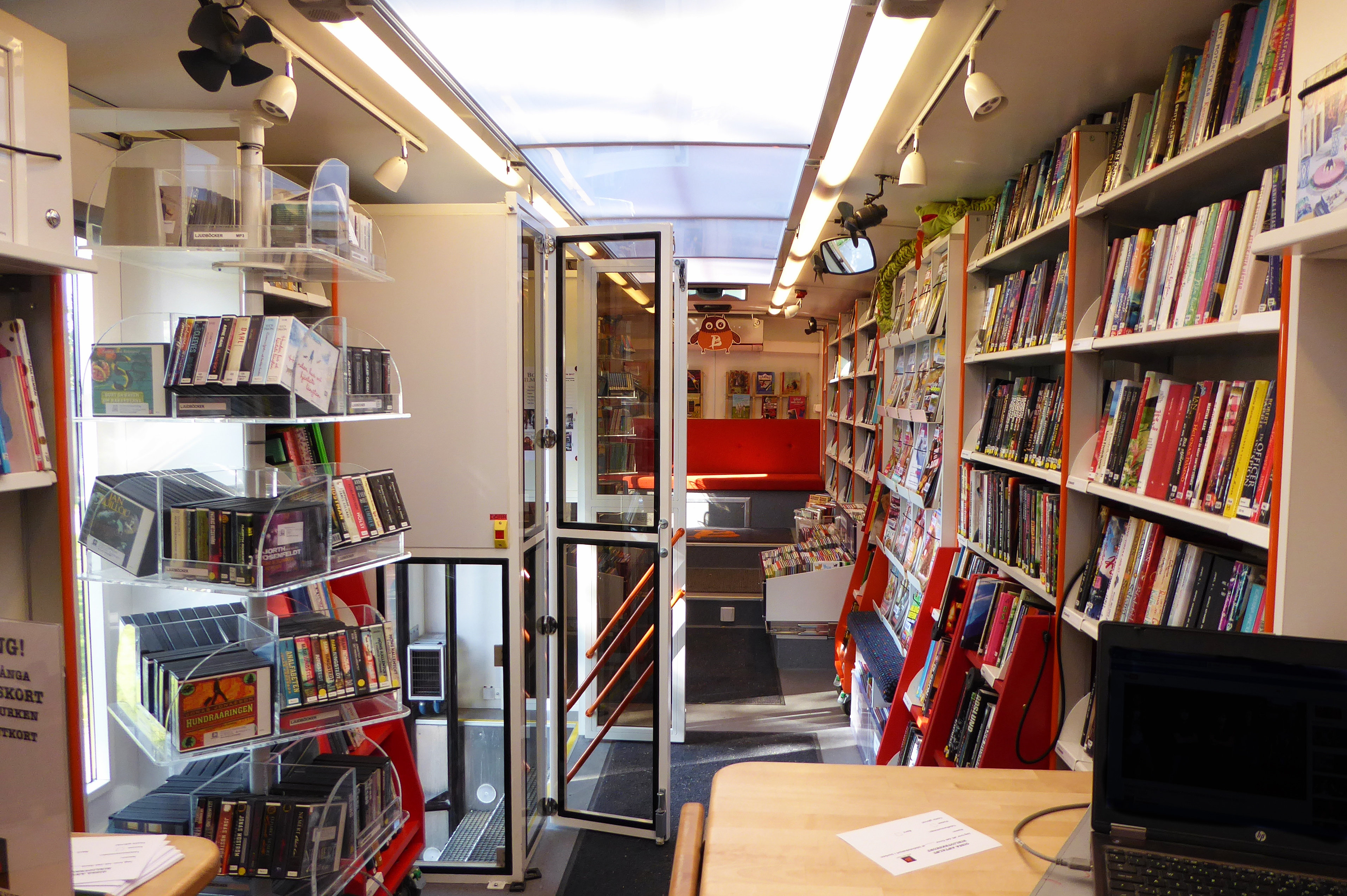
Interiör i Bodens bokbuss
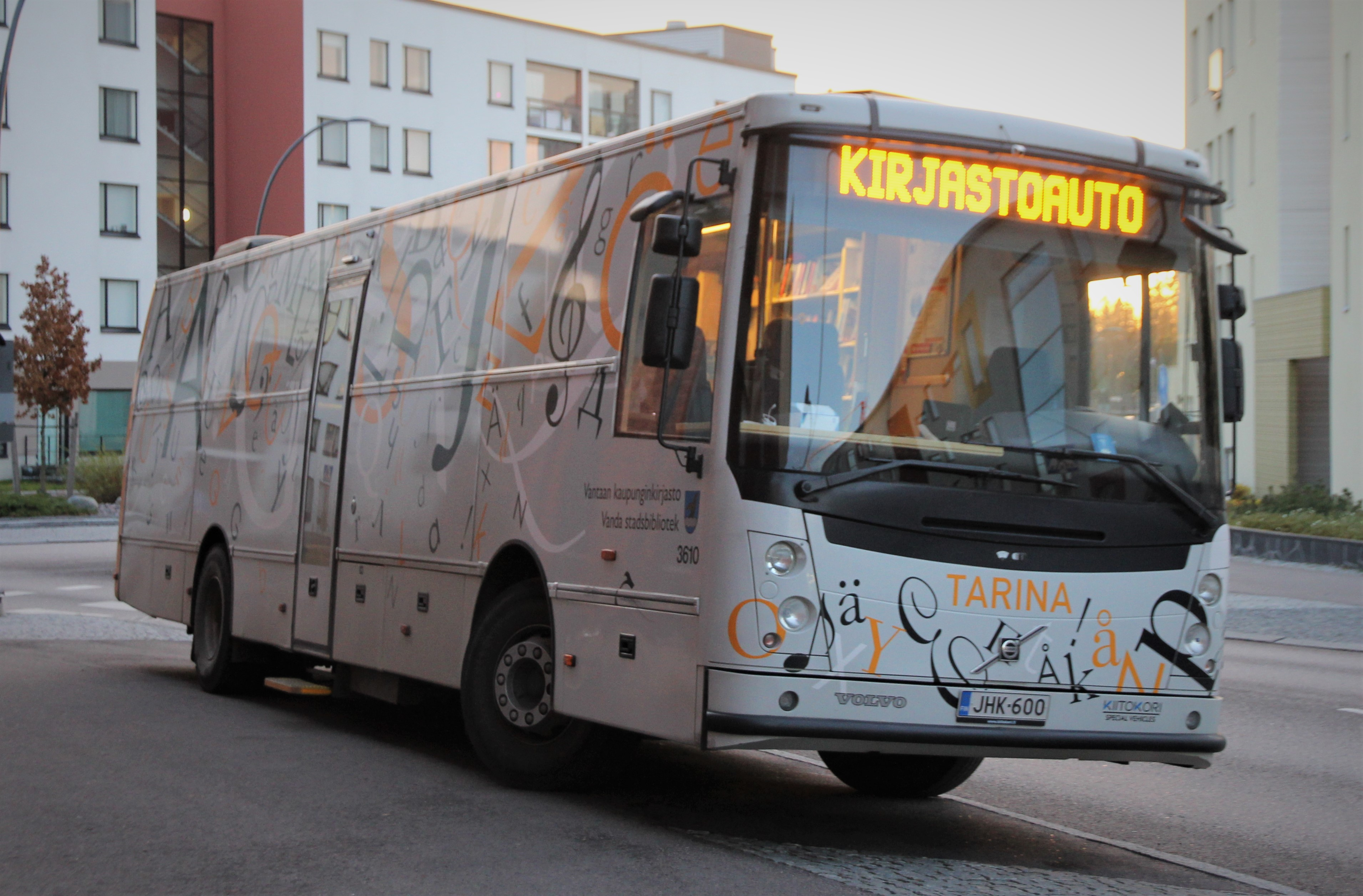
Bokbussen "Tarina" (”Berättelse”) en av två bokbussar i Vanda, 2020
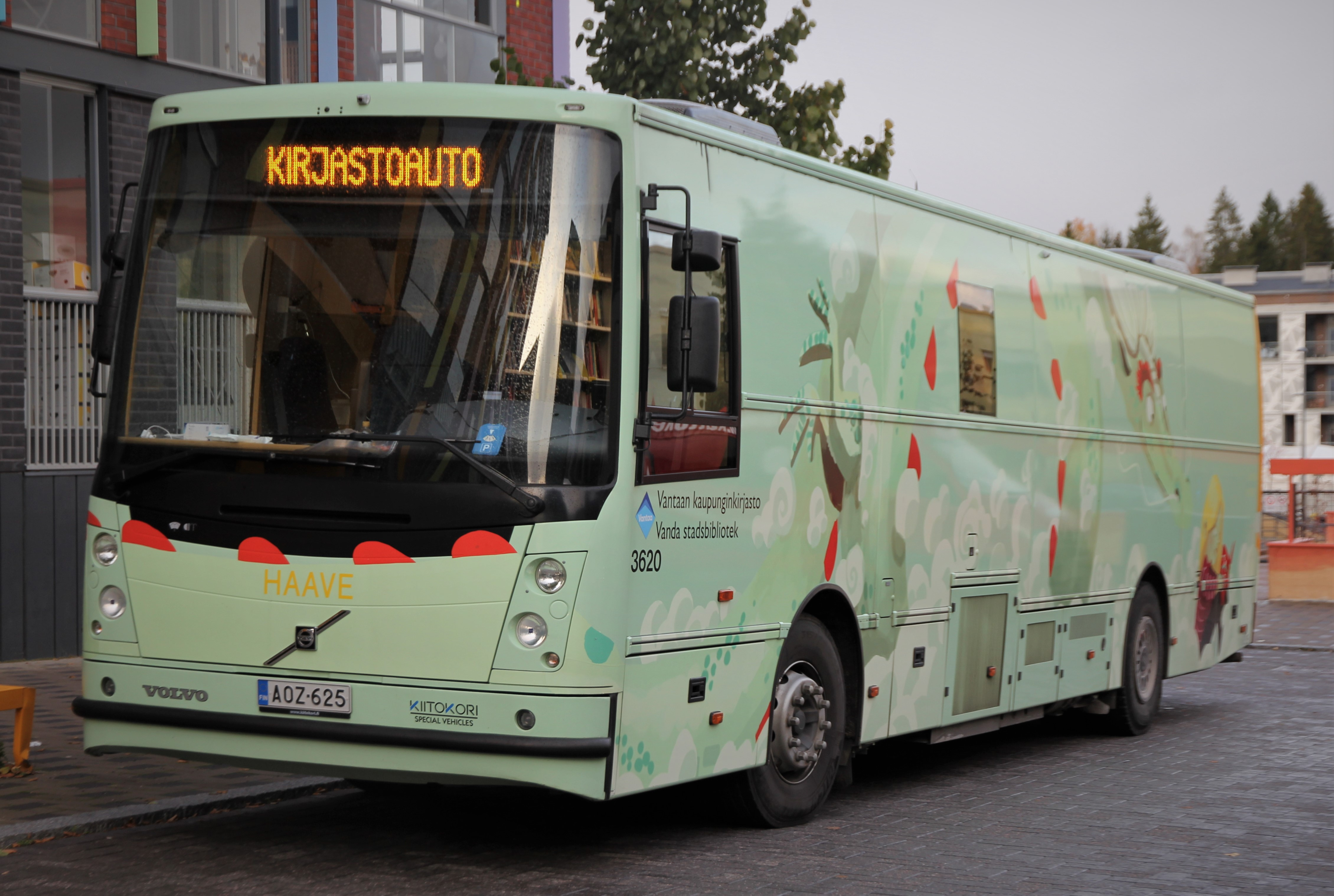
Bokbussen "Haave" ("Dröm"), en av två bokbussar i Vanda, 2020
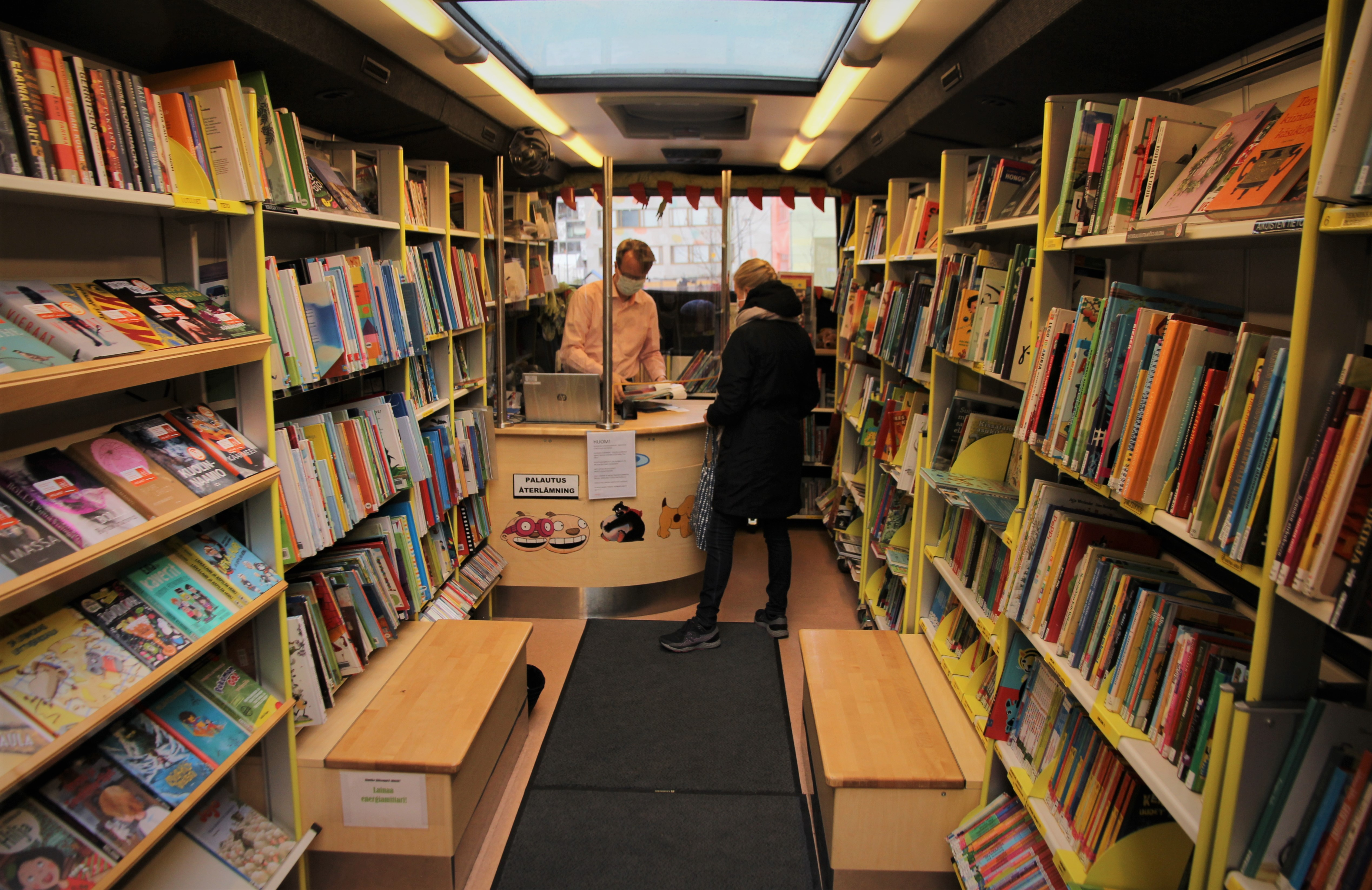
Interiör av bokbussen "Haave", oktober 2020
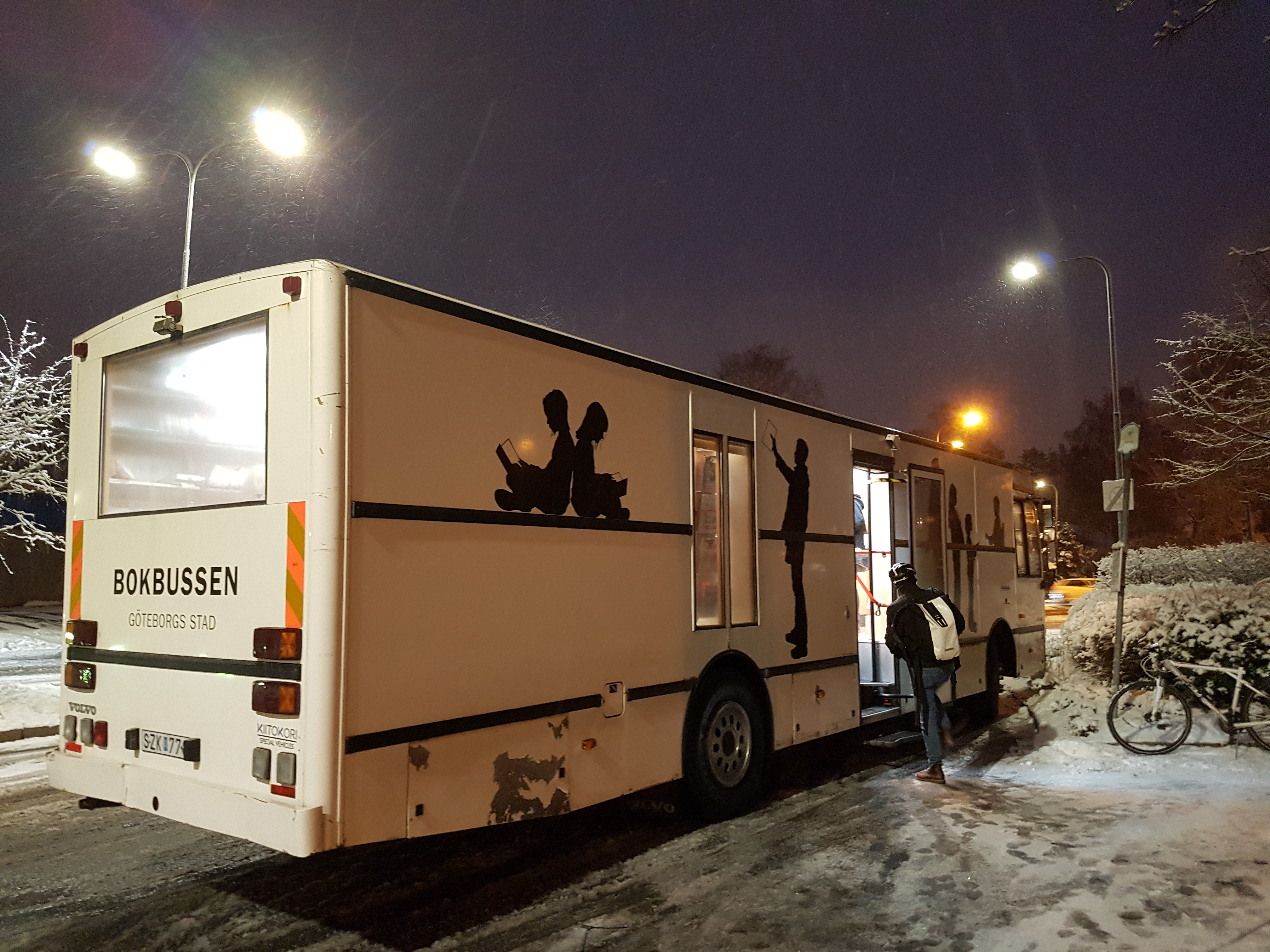
Kiitokori bokbuss på Volvo-chassi i Göteborg